# 新都心大橋

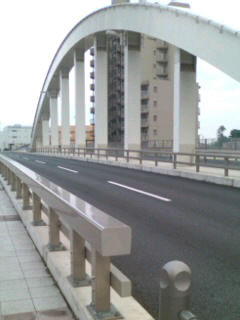
新都心大橋

新都心大橋（しんとしんおおはし）は、埼玉県さいたま市中央区新都心と同市浦和区上木崎の間で東日本旅客鉄道（JR東日本）東北本線に架かる、埼玉県道159号さいたま北袋線（赤山東通り）の跨線橋（陸橋）である。

## 概要

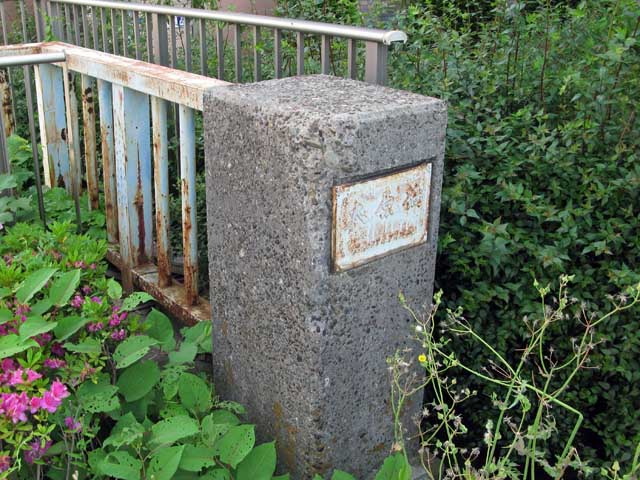
旧大原橋の親柱

旧大原橋の老朽化、交通量の増加などを理由に建設された。当跨線橋は11本の線路をまたぎ、電車線（旅客案内上は京浜東北線）、列車線（旅客案内上は宇都宮線・高崎線・上野東京ライン）、貨物線（東北貨物線、旅客案内上は湘南新宿ライン）などの線路があり、当跨線橋は電車線では与野駅 - さいたま新都心駅間、列車線では浦和駅 - さいたま新都心駅間、貨物線では浦和駅 - 大宮駅間にある。道路の跨線橋としては日本で初めて単弦ローゼ橋が採用された。2008年度土木学会田中賞受賞。また、橋の東側は埼玉県道164号鴻巣桶川さいたま線（旧中山道）と立体交差する長さ133メートルの4径間鋼連続箱桁橋に接続している。橋の西詰に橋についての詳細なデータを記した案内板が設置されている。

### 諸元

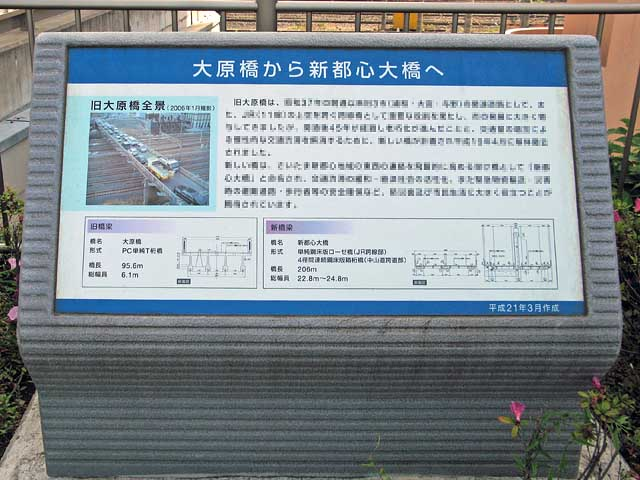
新都心大橋の案内板

- 構造形式 - 単弦ローゼ橋（鋼床版）[2]、4径間連続箱桁橋（鋼床版）
- 全長 - 73 m[1]
- アーチライズ - 12 m[1]
- スパン長 - 71 m[2]
- 幅員 - 24 m[5]。
- 車線数 - 片側2車線
- 基礎工 - 場所打ち杭[1]
- 発注者 - 東日本旅客鉄道（JR東日本）[6]
- 着工 - 2005年10月[5]。
- 開通 - 2009年3月29日[6]。

## 周辺施設・道路
- さいたま新都心郵便局
- さいたま市立与野東中学校
- さいたま市立上木崎小学校
- ビバホーム本社
- 与野駅
- 与野駅前郵便局
- 埼玉県道164号鴻巣桶川さいたま線（旧中山道）

## 隣の橋
- （起点）新浦和橋 - 浦和橋 - 大原陸橋 - 新都心大橋 - 大宮ほこすぎ橋（終点）